# Kirchderne
Kirchderne, Dortmund-Kirchderne – dzielnica miasta Dortmund w Niemczech, w kraju związkowym Nadrenia Północna-Westfalia, w okręgu administracyjnym Scharnhorst.